# Université préfectorale des sciences de la santé de Yamagata
L'Université préfectorale des sciences de la santé de Yamagata (山形県立保健医療大学, Yamagata kenritsu hoken kenritsu iryou daigaku) est une université publique du Japon située dans la ville de Yamagata.